# خوسيه أنطونيو غالاردو
خوسيه أنطونيو غالاردو (بالإسبانية: José Antonio Gallardo)‏ (31 ديسمبر 1961 بمالقة في إسبانيا - 15 يناير 1987 بمالقة في إسبانيا) هو لاعب كرة قدم إسباني في مركز حراسة المرمى. لعب مع نادي مالقا وسي دي مالقا وAtlético Malagueño ‏.